# Boesenbergia
Genre
Classification APG III (2009)
Boesenbergia est un genre de plante de la famille des Zingibéracées.
En 1891, Carl Ernst Otto Kuntze a nommé ce genre en l'honneur de sa chère sœur Clara et de son mari Walter Boesenberg.

## Liste d'espèces
Selon World Checklist of Selected Plant Families (WCSP) (16 juil. 2010) :

## Espèces aux noms obsolètes et leurs taxons de référence
Selon World Checklist of Selected Plant Families (WCSP) (12 sept. 2011) :

## Liste des espèces et variétés
Selon NCBI (16 juil. 2010) :
- Boesenbergia armeniaca
- Boesenbergia aurantiaca
- Boesenbergia basispicata
- Boesenbergia belalongensis
- Boesenbergia aff. burttiana Sakai 378
- Boesenbergia cordata
- Boesenbergia curtisii
- Boesenbergia flavorubra
- Boesenbergia gelatinosa
- Boesenbergia jangarunii
- Boesenbergia longiflora
- Boesenbergia aff. longiflora Newman 934
- Boesenbergia longipes
- Boesenbergia orbiculata
- Boesenbergia parva
- Boesenbergia petiolata
- Boesenbergia plicata
- Boesenbergia prainiana
- Boesenbergia pulchella
  - variété Boesenbergia pulchella var. attenuata
- Boesenbergia pulcherrima
- Boesenbergia cf. pulcherrima JT-2006-1
- Boesenbergia cf. pulcherrima JT-2006-2
- Boesenbergia regalis
- Boesenbergia rotunda
- Boesenbergia siamensis
- Boesenbergia tenuispicata
- Boesenbergia thorelii
- Boesenbergia variegata
- Boesenbergia aff. variegata Sakai 366
- Boesenbergia xiphostachya
- Boesenbergia sp. CN-2005
- Boesenbergia sp. JT-2006-1
- Boesenbergia sp. JT-2006-2
- Boesenbergia sp. JT-2006-3
- Boesenbergia sp. NFL-2003-1
- Boesenbergia sp. NFL-2003-2
- Boesenbergia sp. NFL-2003-4
- Boesenbergia sp. NFL-2003-5
- Boesenbergia sp. NFL-2003-6
- Boesenbergia sp. Sakai 367

## Liste d'espèces
Selon ITIS (16 juil. 2010) :
- Boesenbergia rotunda (L.) Mansf.